# Punto isosbestico

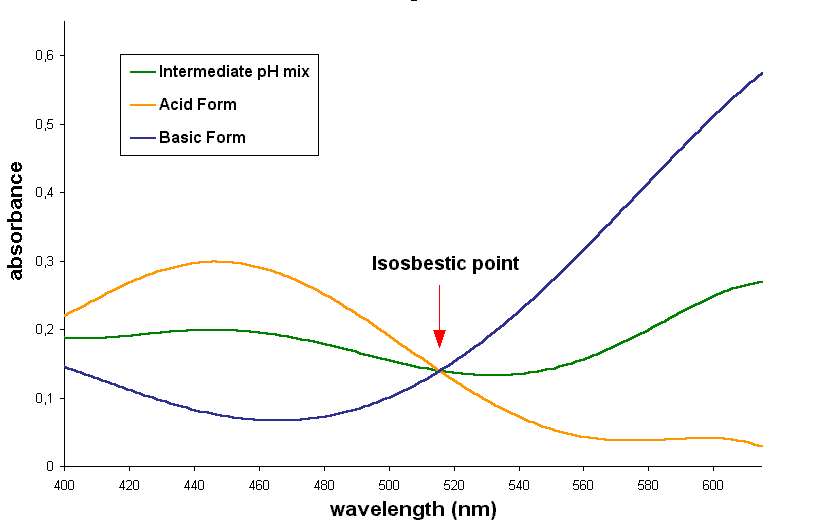
Punto isosbestico nello spettro del verde di bromocresolo. Sono mostrati gli spettri di assorbimento della forma acida, basica e a pH intermedio. La concentrazione analitica del colorante è la stessa per tutte le soluzioni

Il punto isosbestico si ha quando una miscela costituita da due specie chimiche in equilibrio chimico fra loro ha, a una determinata lunghezza d'onda, per esempio dello spettro UV-Vis (ultravioletto-visibile, comprende lunghezze d'onda che vanno dai 200 nm agli 800 nm), assorbanza indipendente dal rapporto molare fra le due specie stesse.
Può essere anche definito in termini di estinzione molare (ε): il punto isosbestico è il punto in cui due specie chimiche in equilibrio tra loro hanno la stessa estinzione molare.
Al punto isosbestico il valore dell'assorbanza o dell'estinzione molare non dipenderà dal valore della concentrazione delle singole specie, ma dalla somma di queste.
Osservando un grafico d'assorbimento, se sono presenti uno o più punti isosbestici possiamo affermare che le specie chimiche che hanno generato il grafico sono all'equilibrio tra loro.
Questa singolarità può essere sfruttata per calcolare le K di equilibrio in vari tipi di reazioni.